# کلیسای جامع رستاخیز
کلیسای جامع رستاخیز (انگلیسی: Dormition Cathedral, Vladimir) که به نام کلیسای جامع عروج نیز شناخته می‌شود، یک کلیسای ارتدکس روسی در ولادیمیر (شهر) است. این کلیسا تا سدهٔ سیزدهم به‌عنوان کلیسای مادر روسیه شناخته می‌شد. این کلیسا بخشی از میراث جهانی بناهای سفید ولادیمیر و سوزدال است.

## تاریخچه
کلیسای جامع به دستور آندری یکم بوگولیوبسکی، شاهزاده بزرگ ولادیمیر (حک. 1157–1174) در پایتختش، ولادیمیر (شهر)، ساخته شد و به به خواب رفتن مریم مقدس (مریم)، که آندری او را قدیس حامی سرزمین‌های خود می‌دانست، تقدیم شد. این کلیسا که بین سال‌های ۱۱۵۸ تا ۱۱۶۰ ساخته شد، دارای شش ستون و پنج گنبد بود و بین سال‌های ۱۱۸۵ تا ۱۱۸۹ برای بازتاب اعتبار بیشتر ولادیمیر گسترش یافت. با ۱٬۱۷۸ متر مربع (۱۲٬۶۸۰ فوت مربع) مساحت، این کلیسا برای چند صد سال بزرگ‌ترین کلیسای روسیه باقی ماند.
آندری پارسا، وسوولود آشیانه بزرگ (حک. 1176–1212) و دیگر حاکمان ولادیمیر-سوزدال در گورابه این کلیسا به خاک سپرده شدند. برخلاف بسیاری از کلیساهای دیگر، این کلیسا تا حدی از ویرانی بزرگ و آتش‌سوزی ولادیمیر (شهر) در سال ۱۲۳۸ جان سالم به در برد؛ زمانی که باتوخان، فرمانده مغول، در جریان محاصره ولادیمیر، شهر را تصرف کرد.
دیوارهای بیرونی کلیسا با حکاکی‌های پیچیده‌ای پوشیده شده است. فضای داخلی آن در قرن دوازدهم نقاشی شد و سپس در سال ۱۴۰۸ توسط آندری روبلف و دانیل چرنی مجدداً نقاشی گردید. کلیسای جامع به خواب مریم به عنوان الگویی برای ارسطو فیوراوانتی در طراحی کلیسای همنام در کرملین مسکو از سال ۱۴۷۵ تا ۱۴۷۹ استفاده شد.
یک برج ناقوس مرتفع که ترکیبی از تأثیرات اصیل روسی، معماری گوتیک و معماری نئوکلاسیک بود، در سال ۱۸۱۰ در نزدیکی این کلیسا ساخته شد.